# Гостиница Сутина
Гостиница Сутина (гостиница «Гарни») — историческое здание XIX века в Минске, памятник архитектуры и истории (номер 711Е000001). Расположена по адресу: Интернациональная улица, дом 11.

## История
В XIX веке на территории нынешней гостиницы было деревянное здание, уничтоженное большим пожаром в 1881 году. Нынешнее здание, принадлежавшее купцу Берко Нохимовичу Сутину, возведено к 1887 году. По состоянию на 1910 год, большую часть здания занимала гостиница Сутина на 43 номера. Кроме того, в здании в подвале и на первом этаже был ресторан Бериловича, а также его же банковская контора. Кроме того, действовал книжный магазин. После национализации в 1920 году и до Великой Отечественной войны здание продолжало использоваться как гостиница. Во время ремонтов в послевоенный период здание утратило балконы. В советское время в здании размещалось Минское музыкальное училище. В конце XX века в здании находился Белорусский реставрационно-проектный институт. В начале XXI века здание было реконструировано, и в нём вновь разместилась гостиница, которой дали имя «Гарни», хотя исторически так называлась совсем другая гостиница на углу Захарьевской и Богадельной улиц.

## Архитектура
Здание гостиницы трёхэтажное, кирпичное, возведено в стиле эклектики. Композиция фасада симметричная, декор строгий. В первом этаже имеются две проездные арки по краям здания. Чередуются оконные проёмы лучковой и полуциркульной формы. Карниз украшен поясом сухариков. Крыша здания двускатная, покатая.